# Уртъелга
Уртъелга (Уртелга, Уртага) — река в России, течёт по территории Куюргазинского и Фёдоровского районов Башкортостана. Устье реки находится в 0,4 км по левому берегу реки Уляй. Длина реки составляет 11 км.

## Данные водного реестра
По данным государственного водного реестра России относится к Камскому бассейновому округу, водохозяйственный участок реки — Белая от города Салавата до города Стерлитамака, речной подбассейн реки — Белая. Речной бассейн реки — Кама.
Код объекта в государственном водном реестре — 10010200512111100018311.